# Anulare

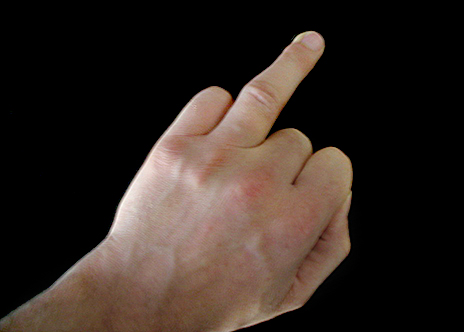
Un dito anulare

L'anulare (anche dito anulare o quarto dito) è un dito della mano.
L'anulare è il dito che accoglie l'anello di fidanzamento e la fede nuziale: il termine anulare deriva infatti dal latino anulus, che significa appunto "anello".